# André David
André David (Argel, 2 de febrero de 1922 - París, 5 de junio de 2007) es un compositor francés.

## Biografía
Su padre fue Maurice David. Diplomado en el Conservatorio Nacional de Montpellier (primerpremio de piano por unanimidad) (1942). Doctor en Medicina (París) (1949). Alumno de Maurice Le Boucher y Noël Gallon, estudió piano y escritura musical. André David se casó con Monique David y Pierrette Germain. Está enterrado en Soumensac, en el departamento de Lot y Garona.

## Lenguaje musical
Su lenguaje se articula sobre unos bloques armónicos que valoran los recursos técnicos de los instrumentos. Se caracteriza por una diversidad de colores sonoros, se pone de relieve por las oposiciones y las alternancias de tensiones, los ritmos, los matices. Adoptó los principios de la atonalidad sin renunciar a la eficacia de ciertos recursos tradicionales (fuente: France-Yvonne Bril).
Escribió numerosas obras para piano y música de cámara : Expression2, Ecart, Madiganae, Quadrimania, Trois petites pièces (una Soumen, evocación de su pueblo de Soumensac), unos agrupamientos originales, como pianoy armónica, quinteto de viento, cuarteto de guitarras o 10 instrumentos (Décan), de la música sinfónica Ortive cuya primera audición tuvo lugar en los Estados Unidos, una cantata le Chêne de lumière sobre texto de Pierrette Germain y una ópera Rodolphe (libreto de Jacques Grasswill), representado en La Rochelle y Niort en 2002.

## Obras
- Trois mélodies Piano y voz: Humnos (Poème d'Eva Norvska) (1975), Le pas passé, Regard d'aube (Poemas de Pierrette Germain) (1978).
- Expression 2 piano a cuatro manos) Éditions Fuzeau (1981).
- Écart piano solo Éditions Choudens (1984).
- Anaglyphe Piano et Violon Éditions Fuzeau (1985).
- Ballade à deux Piano y fagot Éditions Billaudot - (Collection Panorama) (1985).
- Décan piano a cuatro manos, cuarteto de cuerdas, flauta, clarinete en si bemol, contrabajo, percusión (1986).
- Trois petites pièces (Soumen. Graine. Granitelle) Éditions CPEA (1987).
- Trio à cordes (1987).
- Naufrage ondas Martenot, piano, percusión y solista ad lib. (Texto de Henri Heine traducido por G. de Nerval) (1988).
- Naufrage órgano, violín y solista ad lib. (1988).
- Ortive orquesta sinfónica (2.2.2.2/ 4.2.2.1/ timb. - perc.) (1988)
- Monisme Violín solo (1989) Estrenado por Alexis Galpérine Paris.
- Sciophonie Quatuor à cordes et piano (1990).
- Madiganae piano solo Éditions CPEA (1990).
- Rai piano y violonchelo (1991).
- Rai versión para orquesta de cuerdas (1991).
- Panlogue piano y armónica de concierto (o flauta) Éditions Notissimo (1991).
- La mère et le roi soprano, piano y cuarteto de cuerdas (texto de Pierrette Germain) (1993).
- Quinterna cinco guitarras, violín, contrabajo y percusión (1994).
- Eunode concierto para piano y conjunto instrumental (cl. en si♭, saxo en si♭, trompa en fa, quinteto de cuerda) (1994).
- Heliades piano, trompeta, saxo en mi♭ y percusión (1995).
- Rai II versión para orquesta sinfónica ( 1996).
- Le chêne de lumière cantata para soprano, barítono y solista, orquesta sinfónica, órgano y coro (Texto de Pierrette Germain) (1996).
- Quadrimania piano a cuatro manos Éditions Notissimo (1997).
- Quaterna cuatro guitarras (1997).
- Spinelle Piano y flauta dulce alto Éditions Billaudot - (Collection Panorama) (1997).
- Eoly Quinteto de metal Éditions Notissimo (1998).
- Tempo del trio Piano, violín y violonchelo Éditions Notissimo (1999).
- Profil d'orgues trois orgues (1999).
- Rodolphe ópera en tres actos para solo, coros y orquesta (Libreto de Jacques Grasswill) (2001).
- Impromptu (Aparté, Saynète) piano Ed.  Henry Lemoine 2004.
- Fil à fil coro sobre un texto de Pierrette Germain (2007).
- Foliane órgano y solista sobre un texto de Pierette Germain (2007).

## Grabaciones
- Expression II  vinilo 33 tours REM 11016.XT
- Anaglyphe ; Rai ; Ecart et Naufrage Annie Jodry (violín); Jacques Wiederker (violonchelo); Geneviève Ibanez y André David piano, conjunto 3/2 (Ch. Simonin, J. Henri-Dufresnois, J. Fessard) y Pierrette Germain, solista. CD REM311235 (1994).
- Le Chêne de lumière Fusako Kondo, soprano ; Hervé Hennequin, barítono; Rodrigue Souweine, solista ; Françoise Levéchin, órgano, coros y orquesta del E.N.M. de Fresnes, dirección: Jean-Jacques Werner (compositor) CD REM311324 (1998).
- "Musique de chambre avec clavier": Décan ; Héliades ; Profils d’orgues Geneviève Ibanez, piano ; F Levéchin-Gangloff, órgano; solistas de la orquesta Léon Barzin, dirección Jean-Jacques Werner (compositor) ; Pascal Clarhaut, trompeta; Marc Sieffert, saxofón alto; Christine Marchais, piano; Jean Fessard, percusión; Pierrick Antoine, pequeño órgano; André David, órgano de coro CD MA051201 (2005).

## Condecoración
- Caballero de las Artes y las Letras